# Tafari Benti
Tafari Benti (em 
ge'ez:  በንቲ}; outubro de 1921 – 3 de fevereiro de 1977)  era o chefe de Estado da Etiópia (28 de novembro de 1974 – 3 de fevereiro de 1977) era um político etíope que atuava como presidente do Derg, a decisão junta militar. Seu título oficial era Presidente do Conselho Administrativo Militar Provisório.

## Início da vida e carreira
Tafari Benti nasceu perto de Adis Abeba. Ele ingressou no exército etíope aos 20 anos, se formou na Academia Militar Holetta e serviu na Segunda, Terceira e Quarta Divisão.  Em 1967, ele serviu como adido militar em Washington, DC, onde ele e vários outros colegas etíopes sofriam de discriminação racial. 
Na noite de 23 de novembro de 1974, o carismático tenente-general Aman Mikael Andom, presidente da Etiópia, e que havia lutado pelo poder com os outros membros do Derg, foi morto em um tiroteio em sua casa. Ottaway, "Empire in Revolution", p. 61. No entanto, Bahru Zewde, "Uma História da Etiópia Moderna", segunda edição (Londres: James Currey, 1991), afirma que isso aconteceu em 24 de novembro.[carece de fontes?] Mengistu Haile Mariam serviu como presidente interino até que o Derg nomeou Tafari Benti para o cargo. Ele estava servindo como general de brigada na Quarta Divisão, que estava estacionada em Asmara, no momento desta nomeação.

## Posse
Durante seu mandato, Tafari se apresentou como o rosto público da junta governante. De acordo com os Ottaways, enquanto a princípio ele era "uma figura neutra e impotente", no final "ele era muito incolor, de fala mansa e pouco demonstrativo para ser a figura de proa da revolução". No entanto, de acordo com o relato de René LaFort, Tafari ofereceu algumas dicas de que apoiava os que se opunham a Mengistu. Uma dessas dicas foi em julho de 1975, quando, em discurso público, fez aberturas à esquerda civil - grupos que incluíam o Partido Revolucionário do Povo Etíope (EPRP) e MEISON - propondo uma frente unida "de todos as forças que rejeitaram o  regime antigo , construído a partir da base, isto é, das organizações de massa nascidas das grandes reformas "; LaFort ressalta que essa era "uma estratégia à qual Mengistu Haile Mariam e seus apoiadores se opunham e continuaria a se opor cada vez mais resolutamente". Ele repetiu essa mensagem em um discurso no primeiro aniversário da deposição do imperador Haile Selassie. 
Durante seu mandato, ele constituiu a face pública do Conselho do Governo, fazendo os anúncios públicos do Derg. Entre os quais o anúncio de 11 de setembro de 1975, no qual se declara que o Derg criaria um partido político para apoiar seus objetivos, alinhado com o Partido Comunista da União Soviética. Durante seu governo, em maio de 1975, a monarquia seria finalmente abolida oficialmente, proclamando sua substituição por um governo socialista de inspiração Marxista-Leninista.
Nos meses seguintes, de acordo com LaFort, o Derg foi dividido em objetivos irreconciliáveis: "Como a autoridade do Comitê poderia ser fortalecida, evitando os perigos do autoritarismo, e como os princípios da colegialidade poderiam ser mantidos e, ao mesmo tempo, obter o máximo benefício de uma concentração de poder?" E por trás dessa divisão estava a preocupação com o crescente poder de Mengistu. Para terminar essa divisão, o Derg criou um comitê presidido pelo capitão Mogus Wolde Mikael para reformar a estrutura do Derg. Após nove semanas do que LaFort descreve como "negociações internas extenuantes", em 29 de dezembro de 1976, Tafari fez um discurso, anunciando que o Derg havia sido reestruturado. A reorganização limitou os poderes de Mengistu e enviou seus partidários para fora da capital para posições no campo; por outro lado, dois dos principais arquitetos desta reforma, capitão Mogus e capitão Almayahu Haile, foram nomeados para posições poderosas. Seus inimigos pensaram que tinham cortado as asas de Mengistu e o haviam removido como uma ameaça.  Tafari Bente foi ainda mais longe e, ladeado pelos capitães Mogus e Almayahu, criticou a falta de um partido de vanguarda em palavras que LaFort interpreta como declarando "a guerra sangrenta entre MEISON e o EPRP como politicamente injustificável e que, de qualquer forma, deve permanecer limitado à esquerda civil sem que o exército intervenha de alguma maneira".